# キヨト駅
キヨト駅（ウズベク語: Qiyot bekati）はウズベキスタンのタシュケントセルゲリ地区にある、タシュケント地下鉄環状線の駅。

## 沿革
2023年4月25日に駅が開業。
駅開業後は暫定で9駅（ウズベク語: 9-Bekat）と呼ばれていたが、2023年8月10日に現在の駅名に確定した。

## 駅構造
島式ホーム1面2線を有する高架駅。ホーム東端に出口方面のエレベーター、ホーム西端に出口方面のエスカレーター3基が設けられている。

## 駅周辺
- ウズムマーケット（ウズベク語版）
- クイリク5団地
- 12番総合病院
- リリフォック通り
- ヤンギ・クイリク通り

## 隣の駅
タシュケント地下鉄
 環状線
マトナット駅 - キヨト駅 - トラリク駅